# Su-37戰鬥機
苏-37「終結者式」戰鬥機（俄语：Су-37 "Терминатор"）是一种由俄羅斯蘇霍伊公司所開發生產的單座多用途原型噴射戰鬥機。由於Su-37是一系列由Su-27戰鬥機所衍生出來的新機種之一，因此延續了Su-27的北約代號，被稱為側衛-F型（Flanker-F）。苏-37于1996年4月在莫斯科附近的朱可夫斯基飞行测试中心（Zhukovsky flight testing center）進行首次飛行。

## 設計

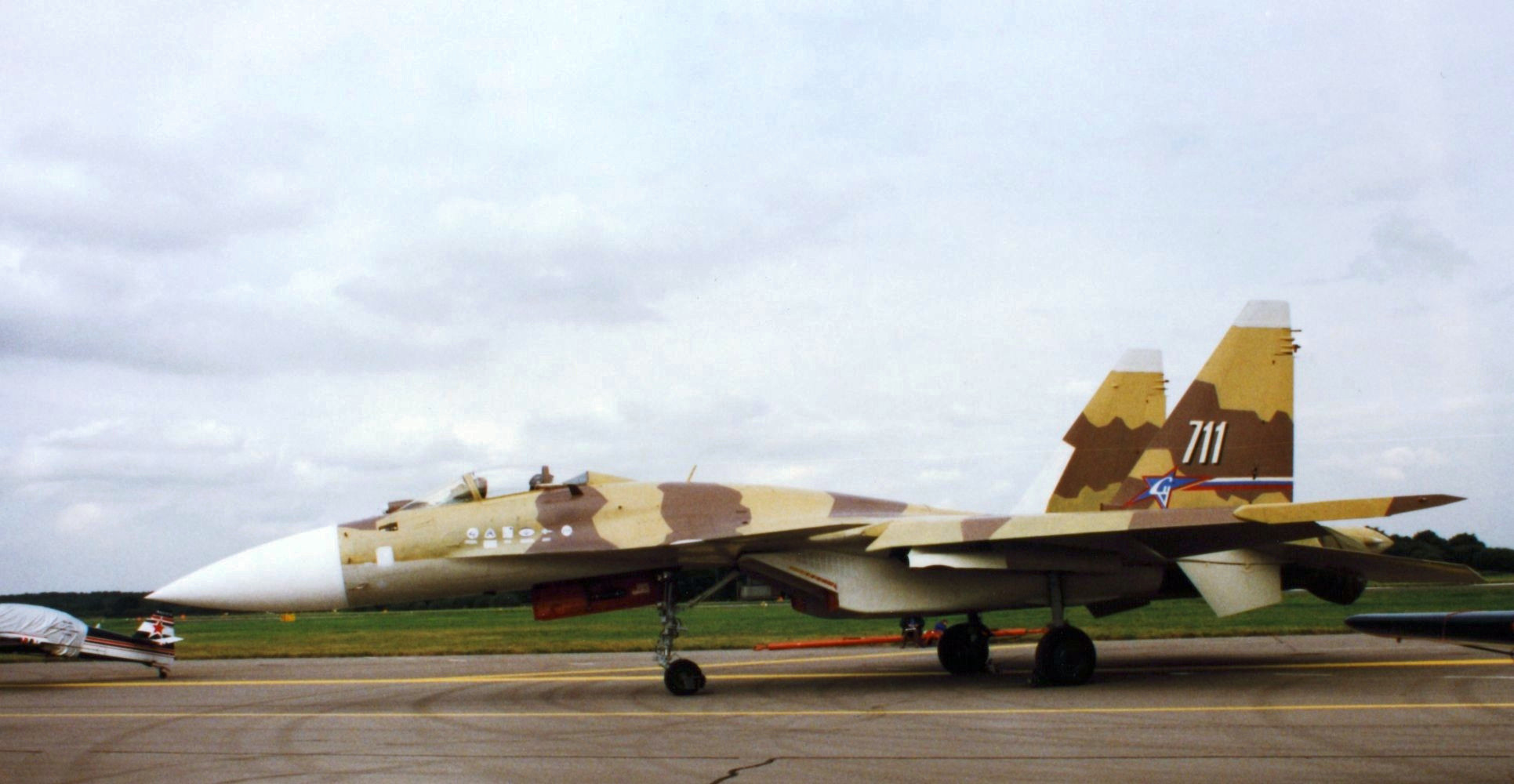
蘇-37，攝於1996年英國法恩堡航展。

苏-37在苏-27基础上进行了很多改进。这其中包括全天候多模式相控阵雷达，具備合成孔径，地形回避、地形绘制等功能，同時還有一部向後偵測的雷达。一部分机身使用了複合材料，而非苏-27那样的全金属材料。苏-37战斗机原型机采用的AL一31FU推力向量发动机，由于向量喷管的工作寿命十分有限，因此，该机又重新换装了AL一31F发动机，使用AL一31FU推力向量发动机时向量喷管使苏-37可以控制气流喷射的方向，大幅增强机动性，特别是低速下的性能。这个空中终结者还是俄罗斯第一种装备有手不離桿控制（HOTAS）的战斗机。第一个装备HOTAS系统的是加拿大愛弗羅（Avro）公司的CF-105「箭式」战斗机（Avro CF-105 "Arrow"）。第一个装备此系统的量产战斗机是F-15战斗机。苏-37还在机尾处安装雷达，使得飞机具有对后发射导弹攻击的能力。
除了向量噴嘴以外，發動機結構結實，對於一般，反转和水平螺旋下產生的紊流忍耐力很高，甚至在攻角达到180度时也能提供很高的可靠性和机动性。
苏-37有12个挂点携带空對空與空對地导弹。在使用多挂点挂架时携带导弹和炸弹的数量可以增至14个。
俄罗斯没有采购苏-37系列战机，但它还是可能会从国际上找到客户，而国际市场收入已经占苏霍伊收入的相当大的部分。苏-37制造了几台原型机，但并未投入量产。它是Su-35的機動增強型，突出的分別是Su-37有向量發動機，機背上有一圓形突出物可與Su-35區分。Su-35與Su-37也能從塗裝上區別，如今的Su-35全是深藍間淺藍色，Su-37全是紅色爲主，間有黃色。

## 性能
基本信息
- 机组：一位

性能
武器

- 1具GSh-30-1 30毫米機砲
- 15個武器掛點，兩個機翼下共10處，兩個進氣道旁各1處，機腹下3處，最大武器荷載8,200公斤（18,080英磅）

## 參看條目
相关开发
Su-35
Su-37
Su-27
Su-30
Su-33

类似型号
米格1.44（現已改稱:米格42）
Su-47
F-15 ACTIVE

1. ↑  Russia's Road to Corruption: How the Clinton Administration Exported Government Instead of Free Enterprise and Failed the Russian People, U. S. House of Representatives (2000), P. 204